# Raed Chabab Kouba (basket-ball)
Dernière mise à jour : 30 mars 2014.
Raed Chabab Kouba (section Basket-ball), est l'une des nombreuses sections du Raed Chabab Kouba, club omnisports basé à Kouba, Alger.

## Palmarès
- 1 titre de Champion d'Algérie de basket-ball en 1971